# (3647) Dermott
(3647) Dermott es un asteroide perteneciente al cinturón de asteroides, descubierto el 11 de enero de 1986 por Edward Bowell desde la Estación Anderson Mesa (condado de Coconino, cerca de Flagstaff, Arizona, Estados Unidos).

## Designación y nombre
Designado provisionalmente como 1986 AD1. Fue nombrado Dermott en honor al estadounidense experto en ciencias planetarias Stanley F. Dermott.